# David Vaughan Thomas
David Vaughan Thomas o David Vaughan-Thomas (Ystalyfera (Castell-nedd Port Talbot), 15 de març, 1873 -  Johannesburg (Sud-àfrica), 15 de setembre, 1934), nascut David Thomas, i conegut també pel seu nom bàrdic Pencerdd Vaughan, va ser un compositor, organista, pianista i administrador musical. Les seves composicions estan profundament influenciades per les tradicions musicals i literàries de la seva Gal·les natal. Tot i que la seva música s'interpreta poc ara, ha estat descrit com "el principal músic gal·lès nadiu del seu temps" i com "un dels compositors més importants en el període de transició de la música gal·lesa des de l'època victoriana fins als nostres temps". El locutor Wynford Vaughan-Thomas era el seu fill.

## Biografia
1-7
1-4
1-4